# Lista de espécies de Roldana
Esta é uma lista das espécies aceites pertencentes ao género botânico Roldana:
- Roldana acutangula (Bertol.) Funston
- Roldana albonervia (Greenm.) H.Rob. & Brettell
- Roldana aliena (B.L. Rob. & Seaton) Funston
- Roldana angulifolia (DC.) H.Rob. & Brettell
- Roldana barba-johannis (DC.) H.Rob. & Brettell
- Roldana calzadana B.L.Turner
- Roldana carlomasonii (B.L.Turner & T.M.Barkley) C.Jeffrey
- Roldana chapalensis (S.Watson) H.Rob. & Brettell
- Roldana chiapensis H.Rob. & Brettell
- Roldana cordovensis (Hemsl.) H.Rob. & Brettell
- Roldana ehrenbergiana (Klatt) H.Rob. & Brettell
- Roldana eriophylla (Greenm.) H.Rob. & Brettell
- Roldana floresiorum (B.L.Turner) B.L.Turner
- Roldana galiciana (McVaugh) H.Rob. & Brettell
- Roldana gilgii (Greenm.) H.Rob. & Brettell
- Roldana gonzaleziae (B.L.Turner) B.L.Turner
- Roldana grimesii (B.L.Turner) C.Jeffrey
- Roldana guadalajarensis (B.L.Rob.) H.Rob. & Brettell
- Roldana hartwegii (Benth.) H.Rob. & Brettell
- Roldana hederifolia (Hemsl.) H.Rob. & Brettell
- Roldana heracleifolia (Hemsl.) H.Rob. & Brettell
- Roldana heterogama H.Rob. & Brettell
- Roldana heteroidea (Klatt) H.Rob. & Brettell
- Roldana heteroideus H.Rob. & Brettell
- Roldana hirsu ulis (Greenm.) Funston
- Roldana jurgensenii (Hemsl.) H.Rob. & Brettell
- Roldana kerberi (Greenm.) H.Rob. & Brettell
- Roldana langlassei (Greenm.) H.Rob. & Brettell
- Roldana lanicaulis (Greenm.) H.Rob. & Brettell
- Roldana lobata La Llave
- Roldana manantlanensis (Kowal) B.L.Turner
- Roldana marquesii (B.L.Turner) C.Jeffrey
- Roldana marquezii (B.L. Turner) C. Jeffrey
- Roldana metepecus (B.L.Turner) C.Jeffrey
- Roldana mexicana (McVaugh) H.Rob. & Brettell
- Roldana mezquitalana (B.L.Turner) Funston
- Roldana michoacana (B.L.Rob.) H.Rob. & Brettell
- Roldana mixtecana Panero & Villaseñor
- Roldana neogibsonii (B.L.Turner) B.L.Turner
- Roldana nesomiorum (B.L.Turner) C.Jeffrey
- Roldana oaxacana (Hemsl.) H.Rob. & Brettell
- Roldana pennellii H.Rob. & Brettell
- Roldana petasioides (Greenm.) H.Rob.
- Roldana petasitis (Sims) H.Rob. & Brettell
- Roldana pinetorum (Hemsl.) H.Rob. & Brettell
- Roldana platanifolia (Benth.) H.Rob. & Brettell
- Roldana reglensis (Greenm.) H.Rob. & Brettell
- Roldana reticulata (DC.) H.Rob. & Brettell
- Roldana robinsoniana (Greenm.) H.Rob. & Brettell
- Roldana sartorii (Sch.Bip. ex Hemsl.) H.Rob. & Brettell
- Roldana scandens Poveda & Kappelle
- Roldana schaffneri (Sch.Bip. ex Klatt) H.Rob. & Brettell
- Roldana subpeltata (Sch.Bip.) H.Rob. & Brettell
- Roldana sundbergii (B.L.Turner) B.L.Turner
- Roldana tepopana (B.L.Turner) B.L.Turner
- Roldana tlacotepecana Funston
- Roldana tonii (B.L.Turner) B.L.Turner